# トンミ・サンボータ

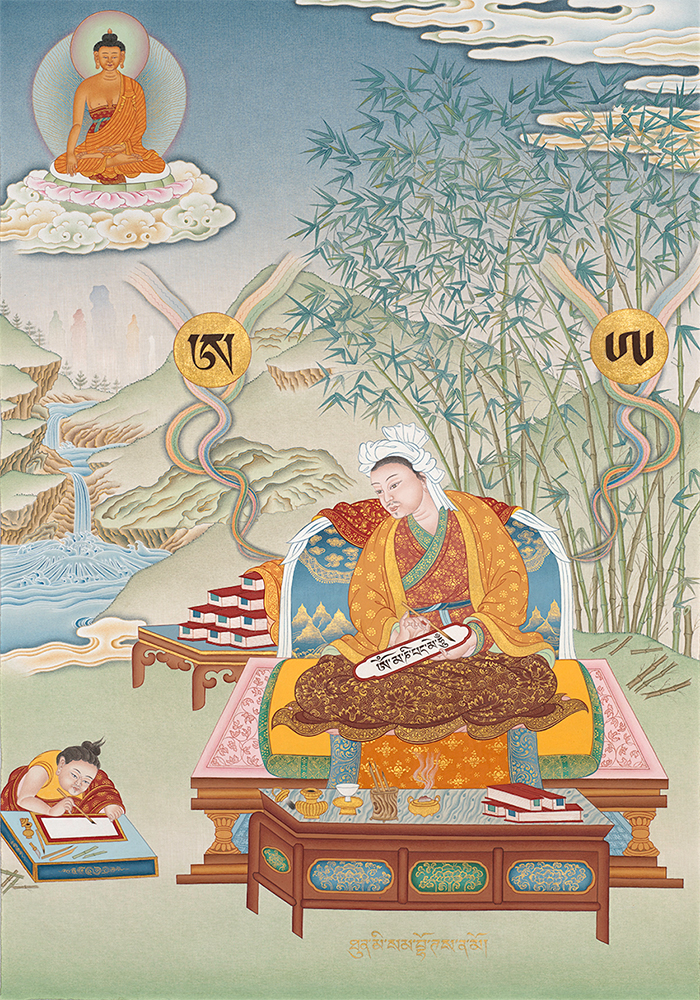
トンミを描いたタンカ

トンミ・サンボータ (チベット語：ཐོན་མི་སམབྷོ་ཊ; ワイリー方式：thon mi sam+b+ho Ta) は、チベット文字の創成者と伝わる人物で、西暦7世紀にチベット帝国を建国したソンツェン・ガンポの大臣とされる。
14世紀の歴史書『王統明鏡史』(チベット文字：རྒྱལ་རབས་གསལ་བའི་མེ་ལོང; ワイリー方式：rgyal rabs gsal ba'i me long) や『プトン仏教史』 (チベット語：བུ་སྟོན་ཆོས་འབྱུང; ワイリー方式：bu ston chos 'byung) によると、ソンツェン・ガンポの命でインドに派遣され、そこで文字と文法学を修めたトンミは、帰国後チベット語のための文字を制定し、2編の文法書を記したとされる。トンミが著したと伝わる文法書は、以下の2つである。
- 『三十頌』 (チベット語：སུམ་ཅུ་པ; ワイリー方式：sum cu pa)
- 『性入法』 (チベット語：རྟགས་ཀྱི་འཇུག་པ; ワイリー方式：rtags kyi 'jug pa)

『三十頌』と『性入法』に対しては、西暦12世紀から現代に至るまで多くの註釈書が記され、現在のチベットにおいても学ばれている。
ただし、トンミの生きた7世紀のチベット及び唐の文献には、彼の「業績」に関する言及が見られない。『三十頌』『性入法』の註釈書も、12世紀以前のものは一切伝わっていない。ロイ・アンドリュー・ミラーや山口瑞鳳は「トンミ」の史的実在性に疑義を呈している。

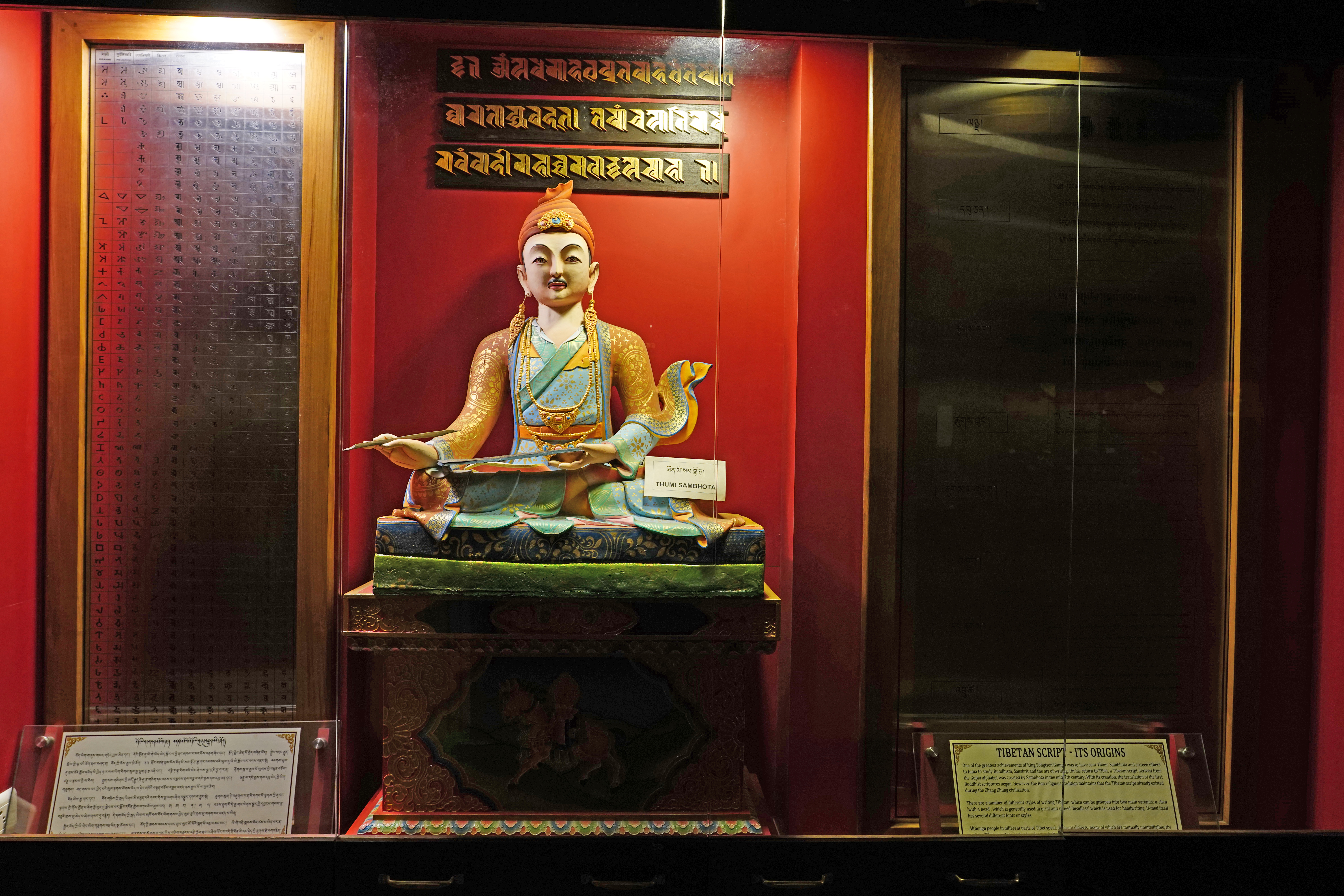
ダージリンのHimalayan Tibet Museumに展示されたトンミの像

## 同時代の史書における文字創成の記述
ソンツェン・ガンポの治世以前のチベットにおいて文字が無かった点は、チベット帝国の『年代記』や『編年紀』、及び中国の『旧唐書』吐蕃伝の中にも言及がある。『年代記』『編年紀』は、いわゆる「敦煌文献」の一部として20世紀に「発見」された文献であり、チベット帝国の崩壊以降、その存在は忘れ去られていた。ただし、文字創成者としての「トンミ」や彼の著した文法書に関する記述は、敦煌文献において全く見られない。

## 14世紀チベットの史書に記述されたトンミの足跡
サキャ派の座主ソナム・ギェルツェン(1312-1375) の著した『王統明鏡史』には、ソンツェン・ガンポの大臣「トンミ・サンボータ」の足跡が記されている。 『王統明鏡史』によると、トンミは南インドに派遣され、バラモンのラジン (lHa byin) の下で文字を、パンディタのレーリクセンゲ (lHaʼi rigs seng ge) の下で文法学を修めた後、インドの文字を基にチベット語に適合する文字を制定し、幾つかの仏典を翻訳したという。
訳経僧としての「トンミ・サンボータ」については、『プトン仏教史』の中にも言及がある。ただし、『プトン仏教史』によると、ラリクセンゲ (lHa rigs seng ge) の下で文字と文法学を学んだのは、訳経僧トンミ・サンボータではなくトンミアヌイブ (Thon mi anuʼi bu)という別の人物である。